# 金洪鏞
金 洪鏞（キム・ホンヨン、朝鮮語: 김홍용、1902年10月3日または1903年 - 1950年8月15日）は、大韓民国の政治家。面長、第2代韓国国会議員を歴任した。
本貫は金海金氏。号は声在（ソンジェ、성재/聲在）。カトリック教徒。元国会議員の金汶鏞と金星鏞は弟、菌類学者の金三純は妹、元国会議員の姜世馨と李弘圭は妹婿、元国務総理の李会昌は甥。

## 経歴
全羅南道潭陽郡出身。京城第一高等普通学校（現・京畿高等学校）、早稲田大学政経学部卒。面長などを務めた。朝鮮戦争時、北朝鮮軍に殺害された。
のちに補欠選挙が行われ、弟の金汶鏞が当選した。